# Hermann von Keyserling
Hermann Alexander von Keyserling, född 20 juli 1880, död 26 april 1946, var en balttysk greve och filosof. Han var kusinbarn till Eduard von Keyserling.

## Biografi
Keyserling föddes i Livland och var därefter bosatt i Darmstadt, där han ledde den av honom grundade Schule der Weisheit, vars huvudsyfte var att förena västerländsk, österländsk och kinesisk filosofi. Keyserlings filosofi var en irrationalistisk mysticism med betoning på skapande frihet och handling. Tron på det irrationella som sista verklighetsgrund var det österländskt-religiösa inslaget i hans filosofi, betonandet av handlingen det västerländskt pragmatiska inslaget i hans filosofi. Keyserlings huvudarbete är Schöpferische Erkenntnis (1922). Mest kända är hans analyser av de europeiska och utomeuropeiska folkens psykologi: Das Reisetagebuch eines Philosophen (två band, 1919; Österland och Västerland: en filosofs resedagbok, översättning August Carr, Geber, 1922) samt Das Spektrum Europas (1929).